# Открытый университет Аллама Икбал

Открытый университет Аллама Икбал (англ. Allama Iqbal Open University; دانشگاه پیام نور) — государственный университет в пакистанском городе Исламабаде. Основная цель его создания лежала в обеспечении как можно большего количества пакистанцев хорошим и качественным образованием.
Университет является вторым по величине высшим учебным заведением в мире, в нём ежегодно обучаются около 1 120 000 студентов (по состоянию на 2010), большинство из которых составляют женщины, а количество студентов на курсах составляет 3 305 948 человек (2011). Университет имеет 44 региональных кампуса и центров по всему Пакистану. Это первый в Азии открытый университет с акцентом на обеспечение дистанционного образования в области философии, естествознания и социальных наук.
Назван в честь интеллектуала, поэта и общественного деятеля британской колониальной Индии — Мухаммада Икбала.

## История
Университет был открыт в 1974 году, при его создании была использована стратегия широкомасштабного внедрения дистанционного обучения для того, чтобы знания могли прийти в каждый дом. Пакистан — довольно бедная страна с очень низким уровнем образования, особенно среди женщин, поэтому основной упор делается на то, чтобы направлять основные усилия на помощь тем, кто в силу финансовых возможностей лишён законного права на образование.
Университет предлагает большое количество различных программ для любого образовательного уровня. В связи с тем, что экономика Пакистана больше носит сельскохозяйственный характер, университет старается уделять больше внимания, прежде всего, науке и технике сельского хозяйства и развивает программы управления животноводством, расширения лесного хозяйства и тому подобные курсы. Всего университет предлагает около 2000 различных курсов, которые доступны в его региональных кампусах и центрах. Университет в своём составе имеет крупнейший в Пакистане издательский дом, который печатает более 1,8 миллиона книг в год.

## Структура
Факультет арабского и исламского образования
- Специальности: Религиозное образование, Исламские исследования, Арабский язык, Религиоведение, Религия, Культурология, Работа с кадрами, Литература, История, Маркетинг, Образование, Управление кадрами

Педагогический факультет
- Специальности: Начальное образование, Образование для взрослых, Учебные планы, Руководство, Образовательные науки, Специальное образование, Управление образованием, Научное образование, Среднее образование, Курсы для преподавателей, ;Факультет наук
- Специальности: Здоровье общества, Лесоводство, Статистика, Сельское хозяйство, Естественные науки, Медицинские науки, Экологические исследования, Электронная инженерия, Инженерия, Биология, Физика, Химия, Математика, Информатика

Факультет социальных и гуманитарных наук
- Специальности: Прикладная лингвистика, Демография и население, Региональные исследования, Гендерные исследования, Радиовещание и телевидение, Библиотечная наука, Социальные исследования, Массовая коммуникация, Банковское дело, Журналистика, География, Дизайн, Социальная работа, Информационные науки, Бизнес и коммерция, Изобразительное искусство, Социология, Современные языки, Социальные науки, Искусство и Гуманитарные науки, История, Маркетинг и финансы, Информационные технологии, Право,Экономика, Управление бизнесом